# Russell Malone
Russel Malone (Albany, 1963. november 8. – Tokió, 2024. augusztus 23.) amerikai dzsesszgitáros.

## Pályafutása
Autodidakta gitáros volt. Négyéves korában elkezdett játszani egy játékgitárral, amit anyjától kapott. Tizenkét éves volt, amikor látta a tévében George Bensont és Benny Goodmant szerepelni. Erősen hatott rá B. B. King.
1988-tól két évet játszott Jimmy Smith dzsesszorgonistával, majd hármat Harry Connick Jr.-ral. 1995-ben a Diana Krall Trió tagja lett. Malone  turnézott Ron Carter, Roy Hargrove és Dianne Reeves társaságában.  Gitáros artner volt Kenny Barron, Branford Marsalis, Wynton Marsalis, Jack McDuff, Mulgrew Miller, Eddie Vinson mellett.
Első szólóalbumát 1992-ben vette fel, és saját trióját és kvartettjét vezette. 2008-ban duóban lépett fel gitárossal Bill Frisellel . A következő évben Malone tagja volt a Sonny Rollins 80. születésnapját ünneplőknek New Yorkban.

## Albumok
- Russell Malone (1992)
- Black Butterfly (1993)
- Sweet Georgia Peach (1998)
- Look Who's Here (2000)
- Heartstrings (2001)
- Ray Brown Monty Alexander Russell Malone (2002)
- Jazz at the Bistro with Benny Green (2003)
- Playground (2004)
- Bluebird with Benny Green (2004)
- Live at Jazz Standard Vol. One (2006)
- Live at Jazz Standard Vol. Two (2007)
- Triple Play (2010)
- Love Looks Good on You (2015)
- All About Melody (2016)
- Time for the Dancers (2017)